# Hollen (Uplengen)
Hollen ist ein Ortsteil in der Gemeinde Uplengen im Landkreis Leer in Ostfriesland. In dem Ort leben 1201 Einwohner, die sich auf 467 Haushalte verteilen. Ortsvorsteherin ist Christine Holtz.

## Geschichte
Hollen wurde erstmals im 10. Jahrhundert als Holanla erwähnt. Der Name wird entweder als Stechpalmenwald oder als sumpfiges Baumgebiet gedeutet. Die evangelisch-lutherische Christus-Kirche in Hollen, ein neugotischer Nachfolgebau für eine vorreformatorische Kirche, wurde 1896 errichtet. Am 1. Januar 1973 wurde Hollen in die neue Gemeinde Uplengen eingegliedert.